# Pju gradovi-države
Pju gradovi-države (ပျူ မြို့ပြ နိုင်ငံများ) su bili grupa gradova-država koji su postojali od 2. veka p. n. e.. do sredine 11. veka u današnoj Gornjoj Burmi (Mjanmar). Gradovi-države su delom bili osnovani usled migracije na jug naroda koji su govorili Tibetsko-burmanske jezike. Oni su najraniji stanovnici Burme o kojima postoje zapisi. Ovaj hiljadugodišnji period, koji se često naziva Pju milenijumom, povezuje bronzano doba sa počecima perioda klasičnih dražava kad se pojavilo Pagansko kraljevstvo u kasnom 9. veku.

## Istorija
Otkriveno je pet glavnih utvrđenih gradova-država i nekoliko manjih gradova u tri glavne navodnjavane regije Gornje Burme: dolina reke Mu, Kjaukse ravnice i Minbu regija, oko ušća reka Iravadi i Čindvin. Kao deo kopnenih trgovačkih puteva između Kine i Indije, Pju carstvo se postupno proširilo na jug. Halin, osnovan u 1. veku na severnom rubu Gornje Burme, bio je najveći i najvažniji grad dok ga oko 7. ili 8. veka nije zamijenila Šrikšetra (u blizini modernog Pjaja) na južnom rubu carstva. Dvostruko veća od Halina, Šrikšetra je bio najveći i najuticajniji Pju centar.
Milenijum stara civilizacija je propala u 9. veku kada su gradove-države uništile učestale invazije kraljevine Nandžao. Burmanci, koji su došli iz Nandžaoa, osnovali su garnizonski grad Bagan na ušću reka Iravadi i Čindvin. Pju naselja su preživjela u Gornjoj Burmi sledeća tri veka, ali narod Pju se postupno apsorbovao u šireće Pagansko kraljevstvo. Pju jezik je još uvek postojao sve do kraja 12. veka, ali je do 13. veka Pju narod prihvatio burmansku etničku pripadnost. Istorije i legende Pjua su uključene u burmanske.

## Odlike
Pju kultura je uveliko bila pod uticajem trgovine sa Indijom, te su oni prihvatili budizam, kao i druge kulturne, arhitektonske i političke koncepte koji su imali trajan uticaj na kulturu i političko uređenje Burme. Pju kalendar, temeljen na budističkom kalendaru, kasnije je postao burmanski kalendar (koji započinje 22. marta 638.). Najnovija istraživanja, iako još uvek nisu potvrđena, sugerišu kako je Pju pismo, utemeljeno na indijskom brahmanskom pismu, izvor je mon pisma kojim se piše burmanski jezik.
Tri delimično iskopana Pju grada, s njihovim zidinama od opeke i jarcima: Šrikšetra, Halin i Beiktano, su upisana na Uneskov spisak mesta svetske baštine u Aziji 2014. godine kao „drevni Pju gradovi”, jer svojim sistemom navodnjavanja u suvoj dolini reke Iravadi svedoče o naprednoj civilizaciji koja je cvetala više od 1000 godina. Njihovi ostaci uključuju citadele-palate, nekropole i rane industrijske komplekse, ali i budističke stubove od opeke, te delove gradskih zidina i sistema navodnjavanja od kojih su neki delovi još u upotrebi, i koji naglašavaju današnje razvijeno poljoprivredno društvo.

## Galerija
- Šrikšetra
- Šrikšetra
- Šrikšetra
- Halin
- Halin
- Halin

## Literatura
- Aung-Thwin, Michael (1996). „Kingdom of Bagan”.  Ур.: Gillian Cribbs. Myanmar Land of the Spirits. Guernsey: Co & Bear Productions. ISBN 978-0-9527665-0-6.
- Aung-Thwin, Michael (2005). The mists of Rāmañña: The Legend that was Lower Burma (illustrated изд.). Honolulu: University of Hawai'i Press. ISBN 9780824828868.
- Charney, Michael W. (2006). Powerful Learning: Buddhist Literati and the Throne in Burma's Last Dynasty, 1752–1885. Ann Arbor: University of Michigan.
- Cooler, Richard M. (2002). „The Art and Culture of Burma”. Northern Illinois University. Архивирано из оригинала 26. 12. 2016. г. Приступљено 05. 04. 2019.
- Hall, D.G.E. (1960). Burma (3rd изд.). Hutchinson University Library. ISBN 978-1-4067-3503-1.
- Harvey, G. E. (1925). History of Burma: From the Earliest Times to 10 March 1824. London: Frank Cass & Co. Ltd.
- Htin Aung, Maung (1967). A History of Burma. New York and London: Cambridge University Press.
- Hudson, Bob (mart 2005), „A Pyu Homeland in the Samon Valley: a new theory of the origins of Myanmar's early urban system” (PDF), Myanmar Historical Commission Golden Jubilee International Conference, Архивирано из оригинала (PDF) 26. 11. 2013. г.
- Lieberman, Victor B. (2003). Strange Parallels: Southeast Asia in Global Context, c. 800–1830, volume 1, Integration on the Mainland. Cambridge University Press. ISBN 978-0-521-80496-7.
- Moore, Elizabeth H. (2007). Early Landscapes of Myanmar. Bangkok: River Books. ISBN 978-974-9863-31-2.
- Myint-U, Thant (2006). The River of Lost Footsteps--Histories of Burma. Farrar, Straus and Giroux. ISBN 978-0-374-16342-6.
- Stargardt, Janice (1990). The Ancient Pyu of Burma: Early Pyu cities in a man-made landscape (illustrated изд.). PACSEA. ISBN 9781873178003.
- Thein, Cherry (14. 11. 2011). „Pyu burial site discovered at Sri Ksetra”. The Myanmar Times. Архивирано из оригинала 3. 2. 2012. г.
- Pandey, Anshuman (5. 8. 2010). „Preliminary Code Chart and Names List for the Pyu Script” (PDF). Unicode Consortium. Приступљено 16. 1. 2016.
- Michael Everson; Rick McGowan; Ken Whistler; V.S. Umamaheswaran (17. 8. 2015). „Roadmap to the SMP”. Приступљено 16. 1. 2016.
- Aung-Thwin, Michael (2005). The mists of Rāmañña: The Legend that was Lower Burma (illustrated изд.). Honolulu: University of Hawai'i Press. ISBN 978-0-8248-2886-8.
- Aung-Thwin, Michael (2005). The mists of Rāmañña: The Legend that was Lower Burma (illustrated изд.). Honolulu: University of Hawai'i Press. ISBN 978-0-8248-2886-8.
- Blagden, C. Otto (1911). „A preliminary study of the fourth text of the Myazedi inscriptions”. Journal of the Royal Asiatic Society of Great Britain & Ireland. 43 (2): 365—388. S2CID 163623038. doi:10.1017/S0035869X00041526.
- Miyake, Marc (2021). The Pyu Language of Ancient Burma. Beyond Boundaries. 6. De Gruyter. ISBN 9783110656442. Архивирано из оригинала 08. 06. 2021. г. Приступљено 07. 07. 2023.
- Griffiths, Arlo; Hudson, Bob; Miyake, Marc; Wheatley, Julian K. (2017). „Studies in Pyu Epigraphy, I: State of the Field, Edition and Analysis of the Kan Wet Khaung Mound Inscription, and Inventory of the Corpus”. Bulletin de l'École française d'Extrême-Orient. 103: 43—205. doi:10.3406/befeo.2017.6247 .
- Griffiths, Arlo, Marc Miyake & Julian K. Wheatley. 2021. Corpus of Pyu inscriptions.
- Miyake, Marc (2018). „Studies in Pyu Phonology, ii: Rhymes”. Bulletin of Chinese Linguistics. 11 (1–2): 37—76. doi:10.1163/2405478X-01101008 .
- Miyake, Marc (2019). „A first look at Pyu grammar”. Linguistics of the Tibeto-Burman Area. 42 (2): 150—221. S2CID 213553247. doi:10.1075/ltba.18013.miy.
- Shafer, Robert (1943). „Further analysis of the Pyu inscriptions”. Harvard Journal of Asiatic Studies. 7 (4): 313—366. JSTOR 2717831. doi:10.2307/2717831.
- Charney, Michael W. (2002). 'Centralizing Historical Tradition in Precolonial Burma: The Abhiraja/Dhajaraja Myth in Early Kon-bauung Historical Texts.' South East Asia Research, 10 (2). pp. 185-215.
- Htin Aung, Maung (1970). Burmese History before 1287: A Defence of the Chronicles. Oxford: The Asoka Society.
- Moore, Elizabeth H. (2011).  McCormick, Patrick; Jenny, Mathias; Baker, Chris, ур. „The Early Buddhist Archaeology of Myanmar: Tagaung, Thagara, and the Mon-Pyu dichotomy”. The Mon over Two Millennia: Monuments, Manuscripts, Movements. Bangkok: Institute of Asian Studies, Chulalongkorn University. ISBN 9786165513289.
- Myint-U, Thant (2006). The River of Lost Footsteps—Histories of Burma. Farrar, Straus and Giroux. ISBN 978-0-374-16342-6.
- Myint-U, Thant (2011). Where China Meets India: Burma and the New Crossroads of Asia. New York: Farrar, Straus and Giroux. ISBN 978-0-374-16342-6.
- Royal Historical Commission of Burma (1832). Hmannan Yazawin (на језику: Burmese). 1—3 (2003 изд.). Yangon: Ministry of Information, Myanmar.
- He, Ping (2004). „试解缅甸"太公王国"之谜” [The Truth Features of Tagaung Kingdom in the History of Burma]. Southeast Asia (на језику: кинески) (4): 36—41. ISSN 1000-7970. doi:10.3969/j.issn.1674-6392.2004.04.007.
- Blagden, CO (1917). "The 'Pyu' inscriptions", Journal of the Burma Research Society 7: 37 - 44.
- Brown, Robert (2001). „Pyu art: Looking East and West”. Orientations. 32: 35—41..
- Galloway, Charlotte (2010). „Ways of Seeing a Pyu Mon and Dvaravati Artistic Continuum”. Bulletin of the Indo Pacific Prehistory Association. 30: 70—78..
- Gutman, Pamela and Hudson, Bob (2012–13). "A First Century Stele from Sriksetra." Bulletin de l'École Française d'Extreme-Orient 99: 17–46.
- Hudson, Bob „A thousand years before Bagan: radiocarbon dates and Myanmar’s ancient Pyu cities”. 2012. Архивирано из оригинала 09. 09. 2016. г.. Paper presented at Early Myanmar and its Global Connections Conference, Bagan.
- Luce, G.H. (1970). Old Burma: Early Pagan. 2. Locust Valley, NY: Artibus Asiae and New York University.
- Luce, Gordon H. (1985), Phases of Pre-Pagan: language and history, New York: Oxford University Press.
- Moore, Elizabeth (2012), The Pyu Landscape: Collected Articles, Myanmar: Department of Archaeology.
- Phayre, Lt. Gen. Sir Arthur P. (1883). History of Burma (1967 изд.). London: Susil Gupta.
- Stargardt, Janice (1995). "The Four Oldest Surviving Pali Texts: the Results of the Cambridge Symposium on the Golden Pali Text of Sri Ksetra (Burma), April 1995". Journal of the Pali Text Society XXI: 199–213.
- Tin, Pe Maung; Luce, Gordon H. (1923). The Glass Palace Chronicle of the Kings of Burma. London: Oxford University Press.
- Than Tun (1964). Studies in Burmese History (на језику: бурмански). 1. Yangon: Maha Dagon.
- "The Great Silver Reliquary of Sri Ksetra: Where Early Epigraphy and Buddhist Art Meet," The Metropolitan Museum of Art, 35:06, posted by MET Media, 29 May 2014.